# Villorceau
Villorceau és un municipi francès, situat al departament del Loiret i a la regió de Centre – Vall del Loira. L'any 2007 tenia 1.053 habitants.

## Demografia

### Població
El 2007 la població de fet de Villorceau era de 1.053 persones. Hi havia 375 famílies, de les quals 48 eren unipersonals (9 homes vivint sols i 39 dones vivint soles), 131 parelles sense fills, 170 parelles amb fills i 26 famílies monoparentals amb fills.
La població ha evolucionat segons el següent gràfic:
Habitants censats

### Habitatges
El 2007 hi havia 407 habitatges, 378 eren l'habitatge principal de la família, 17 eren segones residències i 12 estaven desocupats. 393 eren cases i 12 eren apartaments. Dels 378 habitatges principals, 334 estaven ocupats pels seus propietaris, 37 estaven llogats i ocupats pels llogaters i 7 estaven cedits a títol gratuït; 12 tenien dues cambres, 29 en tenien tres, 103 en tenien quatre i 233 en tenien cinc o més. 312 habitatges disposaven pel capbaix d'una plaça de pàrquing. A 119 habitatges hi havia un automòbil i a 241 n'hi havia dos o més.

### Piràmide de població
La piràmide de població per edats i sexe el 2009 era:
| Homes | Edats   | Dones |
| ----- | ------- | ----- |
| 0     | 95 o +  | 0     |
| 0     | 90 a 94 | 8     |
| 8     | 85 a 89 | 0     |
| 4     | 80 a 84 | 12    |
| 16    | 75 a 79 | 12    |
| 4     | 70 a 74 | 4     |
| 16    | 65 a 69 | 24    |
| 20    | 60 a 64 | 28    |
| 4     | 55 a 59 | 12    |
| 36    | 50 a 54 | 8     |
| 68    | 45 a 49 | 48    |
| 44    | 40 a 44 | 72    |
| 24    | 35 a 39 | 20    |
| 28    | 30 a 34 | 20    |
| 20    | 25 a 29 | 12    |
| 0     | 20 a 24 | 28    |
| 52    | 15 a 19 | 36    |
| 24    | 10 a 14 | 24    |
| 36    | 5 a 9   | 20    |
| 28    | 0 a 4   | 12    |

## Economia
El 2007 la població en edat de treballar era de 713 persones, 544 eren actives i 169 eren inactives. De les 544 persones actives 501 estaven ocupades (278 homes i 223 dones) i 44 estaven aturades (19 homes i 25 dones). De les 169 persones inactives 53 estaven jubilades, 75 estaven estudiant i 41 estaven classificades com a «altres inactius».

### Ingressos
El 2009 a Villorceau hi havia 415 unitats fiscals que integraven 1.145,5 persones, la mediana anual d'ingressos fiscals per persona era de 18.961 €.

### Activitats econòmiques
Dels 30 establiments que hi havia el 2007, 5 eren d'empreses de fabricació d'altres productes industrials, 7 d'empreses de construcció, 4 d'empreses de comerç i reparació d'automòbils, 3 d'empreses de transport, 1 d'una empresa d'hostatgeria i restauració, 2 d'empreses d'informació i comunicació, 2 d'empreses immobiliàries, 2 d'empreses de serveis, 1 d'una entitat de l'administració pública i 3 d'empreses classificades com a «altres activitats de serveis».
Dels 8 establiments de servei als particulars que hi havia el 2009, 2 eren paletes, 3 guixaires pintors, 1 fusteria, 1 lampisteria i 1 agència immobiliària.
Dels 2 establiments comercials que hi havia el 2009, 1 era una botiga de més de 120 m² i 1 una llibreria.
L'any 2000 a Villorceau hi havia 5 explotacions agrícoles.

## Equipaments sanitaris i escolars
El 2009 hi havia una escola elemental integrada dins d'un grup escolar amb les comunes properes formant una escola dispersa.

## Poblacions properes
El següent diagrama mostra les poblacions més properes.